# Баранок, Михаил Степанович
Михаил Степанович Барано́к (1942, БССР — 12 августа 2014, Брянск) — советский хозяйственный деятель, председатель колхоза «Победа» Погарского района Брянской области, депутат Верховного Совета РСФСР X созыва (1980—1985) и XI созыва (1985—1990), Герой Социалистического Труда (1986).

## Биография
Михаил Баранок родился 21 октября 1942 года в Белорусской ССР, урождённый белорус.
В 1965 году окончил Витебский ветеринарный институт и был назначен главным зоотехником в опытное хозяйство «Брасовское», откуда в том же году отправился на прохождение срочной воинской службы в рядах Советской Армии. Вернувшись на гражданскую службу, занял должность главного зоотехника райсельхозуправления Погарского района. Вступил в КПСС в 1972 году.
В 1971 году Михаил Баранок был назначен председателем отстающего колхоза «Победа» в селе Юдиново Погарского района, и под его руководством колхоз быстро вышел в передовые. В 1973 году денежный доход «Победы» был выше 1,5 миллиона рублей, а уровень рентабельности превышал 38 %. Эти успехи были отмечены наградами государственного уровня, и в последующие годы колхоз демонстрировал рост показателей и неоднократно становился победителем Всесоюзных социалистических соревнований, был награждён орденом «Знак Почёта».
В 1980 году Михаил Степанович был избран депутатом Верховного Совета РСФСР X созыва, в 1985 году переизбран в XI созыве. В 1986 году избран делегатом XXVII съезда КПСС.
На средства «Победы», возглавляемой М. С. Баранком, строились асфальтовые дороги, целые улицы домов для молодых семей, возводились новые хозяйственные помещения. В 1983 году в Юдинове был построен самый большой в Брянской области сельский Дом культуры со зрительным залом на 400 мест, спортзалом, танцзалом, кабинетами для различных кружков.
Будучи депутатом Верховного Совета, М. С. Баранок добился строительства районной больницы в Погаре, прокладки газовых сетей Погар-Долботово-Савостьяны.
К 1990 году колхоз «Победа» процветал, однако переход на рельсы рыночной экономики тяжело ударил по хозяйству, и к 1997 году дела шли весьма тяжело. Невзгоды были поставлены в вину председателю, и в августе 1997 года, перед уборкой урожая, на экстренном собрании коллектива, руководивший более 25 лет председатель был смещён.
По воспоминаниям очевидцев, на собрании присутствовали, в основном, не колхозники, а работники медицины, торговли, а также переселенцы. Председателя упрекали, в частности, в выдаче зарплаты не деньгами, а зерном, на что вступившаяся за Михаила Степановича пожилая колхозница заметила с трибуны: «Пшеничкой недоволен? Ничего, родимый, скоро и пшенички не будет, ежели Михаила Степаныча сымете.»
С 1996 года Михаил Степанович Баранок работал депутатом Брянской областной Думы, а с 2000 года он на пенсии.
Жил в Брянске, умер 12 августа 2014 года на 72-м году жизни, похоронен на кладбище Советского района Брянска.

## Награды
- Указом Президиума Верховного Совета СССР от 28 октября 1986 года за выдающиеся производственные достижения, успешное выполнение заданий одиннадцатой пятилетки и социалистических обязательств и проявленную трудовую доблесть Михаил Степанович удостоен звания Героя Социалистического Труда с вручением ордена Ленина и золотой медали «Серп и Молот».
- Также награждён вторым орденом Ленина, орденом Октябрьской Революции, орденом Знак Почёта, золотыми медалями ВДНХ.